# Megaszczęki kontra megamacki
Megaszczęki kontra megamacki (ang. Mega Shark vs. Giant Octopus) – amerykański film fantastycznonaukowy z 2009 roku. Film był początkowo dystrybuowany w wersji wideo.

## Treść
Dwie olbrzymie bestie – gigantyczny rekin i gigantyczna ośmiornica walczą ze sobą o dominację na morzu. Równocześnie stają się zagrożeniem dla wybrzeża Ameryki.

## Obsada
- Deborah Gibson – Emma MacNeil
- Lorenzo Lamas – Allan Baxter
- Sean Lawlor – Lamar Sanders
- Jonathan – Nation Vince
- Vic Chao – Seiji Shimada
- Mark Hengst – Dick Ritchie
- Michael Teh – Takeo